# 小関舞
小関 舞（おぜき まい、2002年2月10日 - ）は、日本の女優、歌手、元ジュニアモデル、元アイドルであり、ハロー!プロジェクトに所属するカントリー・ガールズの元メンバーである。ニックネームはおぜきちゃん、おぜこ、おぜちゃん、まいちゃん。メンバーカラーはミディアムブルー。
東京都出身。血液型O型。ジェイピィールーム所属。父は元プロ野球選手で2025年現在は埼玉西武ライオンズでファーム監督を務める小関竜也。

## 略歴
2010年
- 小学2年で入った劇団で、芝居、歌、ダンス、日本舞踊などの基礎を学び、ジュニアアイドルとして活動を始めた。
- 11月 VPデジタル教科書 国語科用教材に出演。
- 12月 VP交通安全ビデオに出演。

2012年
- 4月頃、ジュニアモデルとして、タンバリンアーティスツの所属となる。

2014年
- 4月頃、タンバリンアーティスツを退所。このため、「モーニング娘。'14 ＜黄金(ゴールデン)＞オーディション」応募と前後する時期は、芸能活動から引退状態となった。
- 同オーディションでは合宿審査に進出するも落選。島村嬉唄とはオーディションを通じて知り合った。
- 11月5日、カントリー・ガールズの新メンバーに選ばれた。

2016年
- 10月3日から、Radio NEOで放送されているラジオ番組『HELLO! DRIVE! -ハロドラ-』にて、尾形春水と野中美希と共に月曜18:00 - 19:00のパーソナリティを務める。

2017年
- 10月以降『HELLO! DRIVE! -ハロドラ-』は木曜の担当に変更。

2019年
- 10月18日、12月26日に行われるLINE CUBE SHIBUYAでのコンサートをもって山木梨沙・森戸知沙希・船木結と共にカントリー・ガールズを卒業することを発表。また、ハロー!プロジェクトからも卒業するが、芸能活動は行う予定。
- 12月18日、1st写真集『舞BEST』を発売。
- 2019年12月26日、LINE CUBE SHIBUYAにて開催されたライブ『カントリー・ガールズ ライブ2019 〜愛おしくってごめんね〜』を以ってカントリー・ガールズ、およびハロー!プロジェクトを卒業した。

2020年
- 11月8日、自身のInstagramを開設。

2022年
- 4月21日、M-line clubへの加入が発表された。

2023年
- 1月1日、所属事務所をアップフロントプロモーションからアップフロントクリエイトへ移籍。
- 5月1日、所属事務所をアップフロントクリエイトからジェイピィールームへ移籍。
- 5月23日、Twitterを開始。
- 8月25日よりアメーバブログに個人ブログを開設した。

2024年
- 4月24日、ソロデビュー1stシングル『涙のTomorrow/Yes! 晴れ予報』を発売。

## 人物
- 特技はヴァイオリンで、3歳から習っているという。趣味は歌う事と猫と遊ぶこととのこと[19]。
- カントリー・ガールズを脱退した島村嬉唄とは無二の親友であり脱退時には寂しい旨を述べている[20]。
- 物怖じしないことを長所としてあげている。そして自分はかわいいとか、自分はスタイルがいいとか、自分に自信を持つことは負けないと思っている[21]。そのためナルシストの気質があるが、当時のグループのプレイングマネージャーだった嗣永桃子からは「ももちイズムを継承している」と太鼓判を押される[22]。
- 尊敬する先輩として矢島舞美を挙げている[23]。なお、同じグループの先輩だったということで嗣永桃子は目標の先輩として殿堂入りとしている[24]。
- 結成当初はカントリー・ガールズでは最年少メンバーだったが、結成から1年後、新メンバーの加入と同時に船木結が最年少メンバーとなった。
- 2019年12月現在の時点においてカントリー・ガールズの現行メンバーとしてはグループ卒業まで他グループと一切兼任した実績のない唯一の専任メンバーであった。
- 兄弟は妹がいる。また家族仲の良さをうかがわせるエピソードもある[25][26][27]。
- 向上心が強く、自分磨きへの投資を惜しまず[28]、中学校で『芸能界でどのように生きていくか』というテーマで卒論を執筆している[29]。

## 作品

### シングル
|   | 発売日         | タイトル                   | 販売形態               | 規格品番  | 最高位 | 備考 |
| - | -------------- | -------------------------- | ---------------------- | --------- | ------ | ---- |
| 1 | 2024年04月24日 | 涙のTomorrow/Yes! 晴れ予報 | 初回生産限定盤A(CD+BD) | EPCE-7832 | 8位    |      |
| 1 | 2024年04月24日 | 涙のTomorrow/Yes! 晴れ予報 | 初回生産限定盤B(CD+BD) | EPCE-7834 | 8位    |      |
| 1 | 2024年04月24日 | 涙のTomorrow/Yes! 晴れ予報 | 通常盤A(CD)            | EPCE-7836 | 8位    |      |
| 1 | 2024年04月24日 | 涙のTomorrow/Yes! 晴れ予報 | 通常盤B(CD)            | EPCE-7837 | 8位    |      |
| 1 | 2024年04月24日 | 涙のTomorrow/Yes! 晴れ予報 | 通常盤C(CD)            | EPCE-7838 | 8位    |      |

### 配信楽曲

#### コラボレーション
- C\C（シンデレラ\コンプレックス）'24 / SIOOM (from M-line Music) （宮本佳林・小片リサ・佐藤優樹・稲場愛香・小関舞）（2024年3月1日、UP-FRONT WORKS） - MBS『ドラマ特区「シンデレラ・コンプレックス」』エンディング主題歌[31]

### 映像作品
- Greeting〜小関舞〜（2016年4月28日、UP-FRONT WORKS）[32][33]

## 出演

### テレビ
- ほぼ日の怪談。「本の匂いを嗅ぐ」（2020年9月6日、ひかりTV、dTVチャンネル / テレビ神奈川）[34]

### ウェブドラマ
- スカパー! 朝のTwitterドラマ「バーベキュー」（2019年9月2日 - 7日、スカパー!Twitter公式アカウント） - 主演

### ラジオ
- HELLO! DRIVE! -ハロドラ-（2016年10月3日 - 2019年6月27日、Radio NEO） - 木曜日担当[35]
- MUSIC GARDEN（2023年10月7日 - 、BSNラジオ）[36]

### コンサート
- M-line Special 2022 ～My Wish～（2022年8月28日 - 12月24日、3都市6公演） - 8月28日札幌公演はゲスト出演
- M-line Special 2023 ～Magical Wish～（2023年5月4日 - 12月24日、18都市35公演）
- LIVE 2023 - Mi RooM -（2023年6月14日・15日、COTTON CLUB）
- Hello! Project 25th ANNIVERSARY CONCERT「ALL FOR ONE & ONE FOR ALL!」ACT II（2023年9月10日、国立代々木競技場 第一体育館）[37]
- Hello! Project Year-End Party 2023 ～GOOD BYE & HELLO ! ～（2023年12月31日、J:COMホール八王子） - MC
- Hello! Project ひなフェス 2024（2024年3月31日、幕張メッセ 国際展示場9ホール、昼夜2公演） - SIOOM (from M-line Music) としてゲスト出演し、「C\C（シンデレラ\コンプレックス）'24」を披露[38]
- M-line Special 2024 〜Many well wishes〜（2024年2月17日 - 8月17日、16都市41公演）
- M-line Special 2024 Autumn 〜brand new〜（2024年9月7日 - 12月28日、10都市20公演）
- Hello! Project 研修生発表会 2024 9月 「ホトトギス」（2024年9月8日、Zepp DiverCity）[注 1][39] - ゲスト出演
- M-line Special 2024 Autumn 〜brand new “more” 〜（2024年12月7日、めぐろパーシモンホール 大ホール、昼夜2公演）
- M-line Special 2025 Spring ～move it on～（2025年3月2日 - 6月1日、11都市26公演）
- M-line Special 2025 Autumn 〜Make Some Noise!〜（2025年9月14日 - 11月15日、13都市28公演）

### 音楽フェス
- SPARK 2024 in KAWASAKI（2024年7月15日、川崎市東扇島東公園）[40]

### 舞台
- 演劇女子部「気絶するほど愛してる!」（2016年3月25日 - 4月3日、池袋シアターグリーン BIG TREE THEATER）[41][42] - マーシー 役
- 演劇女子部「遙かなる時空の中で6 外伝 〜黄昏ノ仮面〜」（2019年6月9日・16日、サンシャイン劇場） - 友情出演[43]
- キ上の空論「PINKの川でぬるい息」（2021年2月7日 - 14日、シアターサンモール）
- 少年社中 第38回公演【DROP】（2021年9月2日 - 12日、紀伊國屋ホール）
- STAGE VANGUARD「悪嬢転生」（2022年7月5日 - 2023年6月1日、COTTON CLUB）
  - STAGE VANGUARD「悪嬢転生」初回公演（2022年7月5日 - 8月9日）
  - STAGE VANGUARD「悪嬢転生」リニューアル公演（2023年5月24日 - 6月1日）

### ミュージック・ビデオ
- アンジュルム（26thシングル）「恋はアッチャアッチャ」 - 公式 アッチャアッチャ応援隊

## 書籍

### ミニ写真集
- Greeting-Photobook-（2017年4月29日、オデッセー出版）[44]

### 写真集
- 舞BEST（2019年12月18日、オデッセー出版、撮影：宮坂浩見）ISBN 978-4-908643-45-3[14]

## 所属グループ・ユニット
- カントリー・ガールズ（2014年 - 2019年）
- シャッフルユニット
  - ハロプロ・オールスターズ（2018年 - 2019年）
- SIOOM (from M-line Music) （2024年）